# Martinella (plant)
Martinella is een geslacht uit de trompetboomfamilie (Bignoniaceae). The Plant List accepteert twee soorten: Martinella iquitoensis A.Samp. en Martinella obovata (Kunth) Bureau & K.Schum. 	